# 马蒂诺波利斯
马蒂诺波利斯是巴西圣保罗州的一个市镇。总面积1253.158平方公里，总人口24322人，人口密度19.4人/平方公里。